# Brassaiopsis rufosetosa
Brassaiopsis rufosetosa là một loài thực vật có hoa trong Họ Cuồng cuồng. Loài này được (Ridl.) Jebb mô tả khoa học đầu tiên năm 1998 publ. 1999.